# 伊沃·格爾比奇
伊沃·格尔比奇（發音：[ǐːʋo ɡř̩bitɕ]；1996年1月18日—），克羅地亞足球運動員，司職守門員，現時効力土耳其超級足球聯賽球隊卡拉古拉克（英冠球會錫菲聯外借）。克羅地亞國家足球隊成員。

## 俱樂部生涯
1996年1月18日，格尔比奇出生於克羅地亞的斯普利特。成為夏德施普列特足球會一線隊的一員後，格尔比奇為球隊出戰了10場正式比賽。
2018-19賽季，他轉會加盟了薩格勒布火車頭。過去兩個賽季，他共為球隊出戰了74場正式比賽。上賽季，格尔比奇為球隊出戰了38場比賽，其中35場出現在聯賽賽場，另外3場則出現在杯賽賽場。在這個過程中，他把守的球門共失37球，實現了11場零封。由於表現出色，克羅地亞國家足球隊主帥達利奇已經將他召至新一期的國家隊中。
2020年8月20日，西甲球會馬德里競技官方宣佈簽下薩格勒布火車頭門將格尔比奇，雙方簽約至2024年。

## 国际职业生涯
格尔比奇在克罗地亚青年队曾获得23次国家队征召。他曾是克罗地亚参加2019年欧洲U-21足球锦标赛的成员之一squad。然而，在锦标赛上他只出场一次，在6月24日与英格兰进行的比赛中，克罗地亚已经在小组赛阶段被淘汰，最终以3-3战平对手。
格尔比奇于2020年8月17日首次入选克罗地亚国家足球队，准备参加九月份的欧洲国家联赛与葡萄牙和法国的比赛。然而，直到2021年11月11日他才首次亮相，出场于与马耳他进行的2022年世界杯预选赛，克罗地亚在该场比赛中以7-1获胜。2022年11月9日，格尔比奇入选了达利奇的26人大名单，参加了2022年国际足联世界杯，然而他一直是未被使用的替补球员，克罗地亚最终获得第三名。

## 个人生活
格尔比奇将卡恩称为他的偶像。他的父亲Josip在夏德的2010–11赛季期间担任代理主席。他于2016年去世。

## 外部連結
- 维基共享资源上的相關多媒體資源：伊沃·格爾比奇
- hajduk.hr （页面存档备份，存于） at hajduk.hr
- 伊沃·格爾比奇克羅埃西亞足球總會網站（英語）
- Soccerway資料庫：伊沃·格爾比奇